# Rio Persinunga
O rio Persinunga é um curso d'água que delimita a fronteira (na região litorânea) entre os estados de Pernambuco e Alagoas, no Brasil.

## Percurso
Nasce no engenho Benfica, no município de Barreiros. No engenho Pau Amarelo, recebe o riacho Gindahy. Atravessa os engenhos Arassu e Queimadas. Próximo da foz, recebe o rio Itabaiana, vindo de Alagoas.

## Etimologia
"Persinunga" procede do tupi antigo parasununga, que significa "rio barulhento" (pará, "rio" + sunung, "barulhento" + a, sufixo substantivador).